# Ibrahima Konaté
Ibrahima Konaté (Paris, 25 de maio de 1999) é um futebolista francês que atua como zagueiro. Atualmente joga pelo Liverpool.

## Carreira

### Início
Nascido em Paris e descendentes de malineses, Konaté cresceu no distrito 11.º arrondissement e teve como seu primeiro clube de base o Paris FC. Aos 15 anos, adentrou nas categorias de base do Sochaux. Devido a sua elevada estrutura, iniciou como atacante antes de ser movido para a defesa.

### Sochaux
Konaté fez sua estreia profissional pelo Sochaux em 7 de fevereiro de 2017, na vitória de 1–0 sobre o Auxerre na Ligue 2. Destacou-se no pouco tempo no clube francês, tendo atuado em 13 partidas (12 na Ligue 2 e um na Copa da Liga Francesa) e feito um gol, antes transferir-se ao Leipzig.

### RB Leipzig

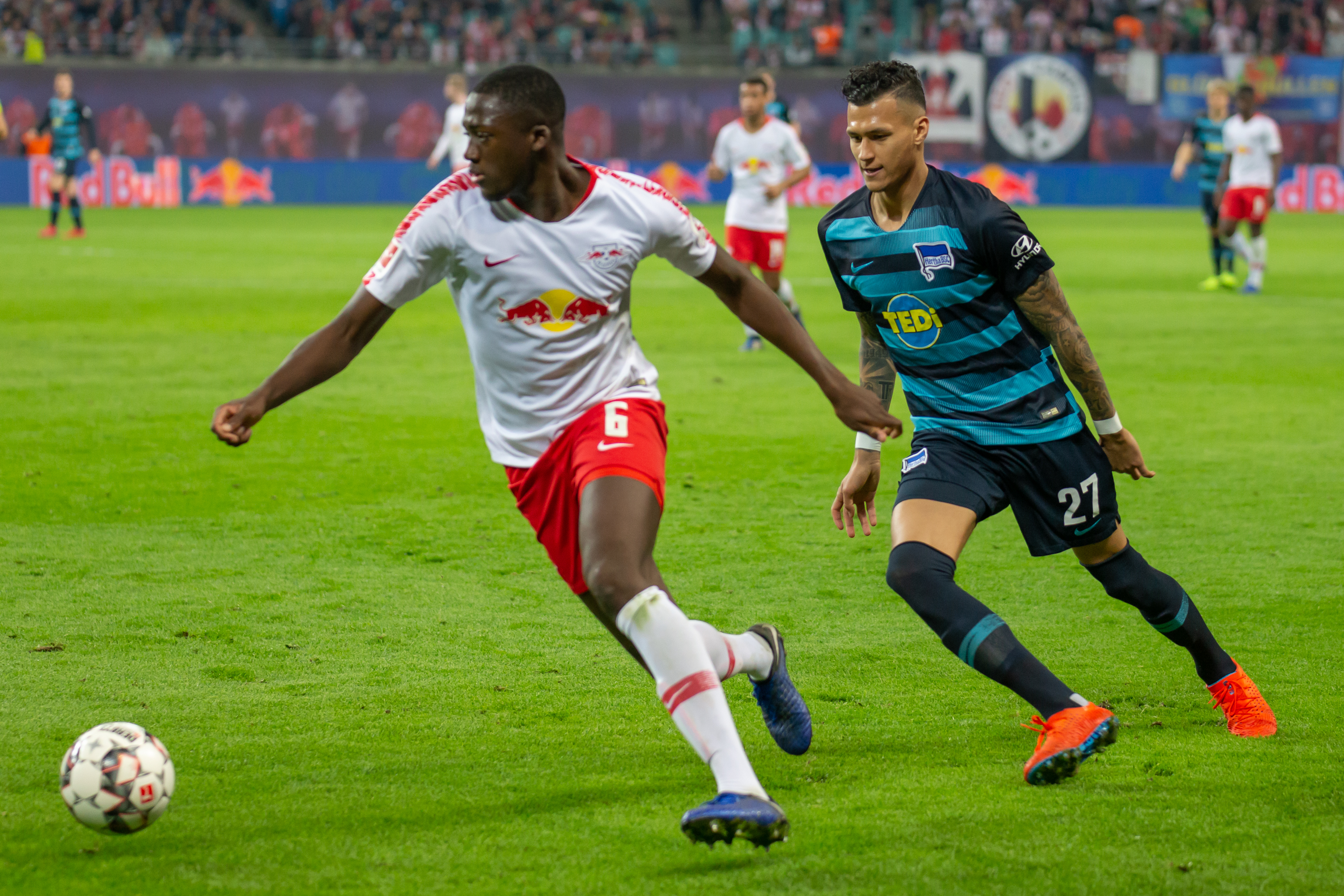
Konaté pelo Leipzig em 2019.

Apos boas atuações pelo clube francês, Konaté foi anunciado como novo reforço do Leipzig em 12 de junho de 2017, vindo de graça e assinando contrato por cinco anos. Konaté anotou seu primeiro gol na vitória por 2–0 sobre o Fortuna Düsseldorf.

### Liverpool

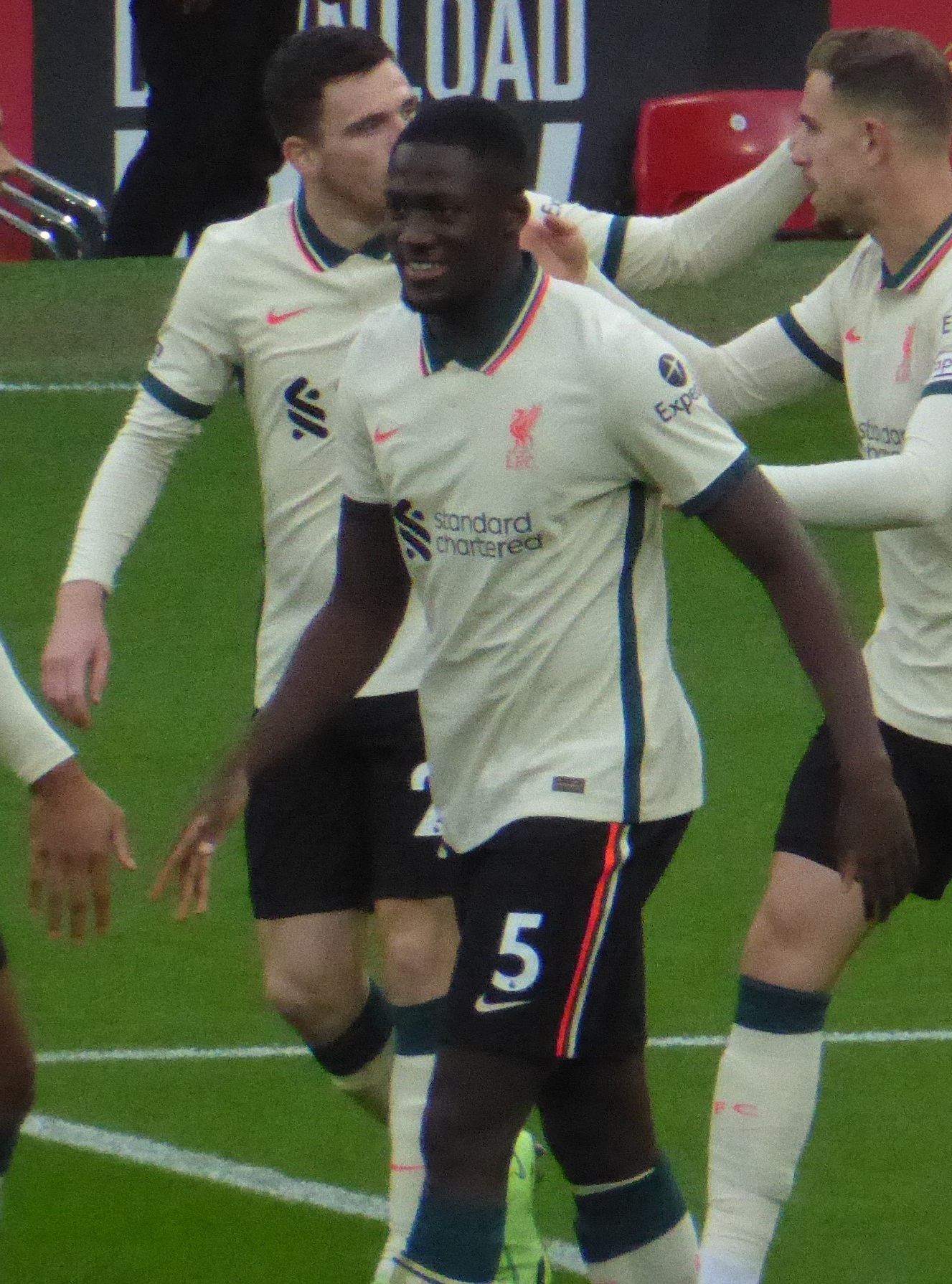
Konaté em 2021 pelo.

Em 28 de maio de 2021, foi anunciado que o Liverpool chegou a um acordo com Leipzig para a transferência de Konaté em 1 de julho, tendo o clube já acordado termos pessoais com o jogador em abril e acionou sua cláusula de liberação de aproximadamente 36 milhões de libras em maio de 2021.
Em 18 de setembro, Konaté fez sua estreia na Premier League de 2021–22, formando uma dupla de zaga com Virgil Van Dijk e não sofrendo gols na vitória de 3–0 sobre o Crystal Palace. Voltou a formar uma dupla com Dijk no debate contra o Manchester United, onde teve uma atuação boa na goleada de seu time por 5-0. Essa foi a maior goleada do Liverpool sobre o United desde de 1895 e a maior derrota que o Unted sofreu sem marcar nenhum gol desde 1955. Konaté ganhou felicitações de fãs por marcar bem estrelas como Cristiano Ronaldo e Bruno Fernandes e figurou no time da semana do ex-jogador Garth Crooks.
Em 27 de fevereiro, na final da Copa da Liga Inglesa contra o Chelsea, Konaté converteu uma das cobranças de seu time que venceu por acirrados 11–10 após empate de 0–0 no tempo normal e sagrou-se campeão do torneio. Em 5 de abril de 2022, Konaté marcou seu primeiro gol pelo Liverpool na vitória de 3–1 sobre o Benfica no jogo de das quartas de final de Liga dos Campeões de 2021–22, tendo feito também no jogo de volta no dia 13 de abril, um emocionante empate de 3–3. Fez também na dia 16 de abril, fazendo um dos gols da vitória de 3–2 sobre o Manchester City e ajudando seu time a chegar à final.

## Seleção Francesa

### Base
Passando por várias categorias de base da França como Sub-16 e Sub-17, Konaté disputou dois Campeonatos Europeus Sub-21 pela França, em 2019 e 2021. Nesse último, foi apontado como uma das 30 estrelas a serem observadas na competição, figurando na posição 15.

### Principal
Konate foi chamado pela primeira vez para a Seleção Francesa principal em 4 de junho por Didier Dechamps, para substituir Raphaël Varane que lesionou-se na primeira partida da Liga das Nações contra a Dinamarca.

## Estilo de jogo
Seu estilo de jogo é comparado ao de Virgil van Dijk devido a sua postura, combate, passe e força. Sua estatura, rapidez e técnica, aliados a sua força aérea o tornam um zagueiro completo segundo análises.

## Estatísticas
Atualizadas até 26 de setembro de 2022.

### Clubes
| Clubes            | Temporads         | Campeonato nacional | Campeonato nacional | Campeonato nacional | Copa nacional[a] | Copa nacional[a] | Copa nacional[a] | Competições continentais[b] | Competições continentais[b] | Competições continentais[b] | Outros torneios[c] | Outros torneios[c] | Outros torneios[c] | Total | Total | Total   |
| Clubes            | Temporads         | Jogos               | Gols                | Assist.             | Jogos            | Gols             | Assist.          | Jogos                       | Gols                        | Assist.                     | Jogos              | Gols               | Assist.            | Jogos | Gols  | Assist. |
| ----------------- | ----------------- | ------------------- | ------------------- | ------------------- | ---------------- | ---------------- | ---------------- | --------------------------- | --------------------------- | --------------------------- | ------------------ | ------------------ | ------------------ | ----- | ----- | ------- |
| Sochaux II        | 2016–17           | 9                   | 1                   | 0                   | —                | —                | —                | —                           | —                           | —                           | —                  | —                  | —                  | 9     | 1     | 0       |
| Sochaux II        | Total             | 9                   | 1                   | 0                   | 0                | 0                | 0                | 0                           | 0                           | 0                           | 0                  | 0                  | 0                  | 9     | 1     | 0       |
| Sochaux           | 2016–17           | 12                  | 1                   | 0                   | 1                | 0                | 0                | —                           | —                           | —                           | —                  | —                  | —                  | 13    | 1     | 0       |
| Sochaux           | Total             | 12                  | 1                   | 0                   | 1                | 0                | 0                | 0                           | 0                           | 0                           | 0                  | 0                  | 0                  | 13    | 1     | 0       |
| RB Leipzig        | 2017–18           | 16                  | 0                   | 0                   | 0                | 0                | 0                | 4                           | 0                           | 0                           | —                  | —                  | —                  | 20    | 0     | 0       |
| RB Leipzig        | 2018–19           | 28                  | 1                   | 1                   | 6                | 0                | 0                | 9                           | 2                           | 0                           | —                  | —                  | —                  | 43    | 3     | 1       |
| RB Leipzig        | 2019–20           | 8                   | 0                   | 0                   | 1                | 0                | 0                | 2                           | 0                           | 0                           | —                  | —                  | —                  | 11    | 0     | 0       |
| RB Leipzig        | 2020–21           | 14                  | 1                   | 0                   | 1                | 0                | 0                | 6                           | 0                           | 0                           | —                  | —                  | —                  | 21    | 1     | 0       |
| RB Leipzig        | Total             | 66                  | 2                   | 1                   | 8                | 0                | 0                | 21                          | 2                           | 0                           | 0                  | 0                  | 0                  | 95    | 4     | 1       |
| Liverpool         | 2021–22           | 11                  | 0                   | 0                   | 10               | 1                | 1                | 8                           | 2                           | 0                           | —                  | —                  | —                  | 29    | 3     | 1       |
| Liverpool         | Total             | 11                  | 0                   | 0                   | 10               | 1                | 1                | 8                           | 2                           | 0                           | 0                  | 0                  | 0                  | 29    | 3     | 1       |
| Total na carreira | Total na carreira | 98                  | 4                   | 1                   | 19               | 1                | 1                | 29                          | 4                           | 0                           | 0                  | 0                  | 0                  | 145   | 9     | 2       |

- a. ^ Jogos da Copa da Liga Francesa, Copa da Alemanha, Copa EFL e Copa da Inglaterra
- b. ^ Jogos da Liga Europa da UEFA e Liga dos Campeões da UEFA
- c. ^ Jogos do

### Seleção Francesa
Sub-16
| Ano   |       |      |         |
| Ano   | Jogos | Gols | Assist. |
| ----- | ----- | ---- | ------- |
| 2015  | 5     | 0    | 0       |
| Total | 5     | 0    | 0       |

Sub-17
| Ano   |       |      |         |
| Ano   | Jogos | Gols | Assist. |
| ----- | ----- | ---- | ------- |
| 2015  | 4     | 0    | 0       |
| Total | 4     | 0    | 0       |

Sub-19
| Ano   |       |      |         |
| Ano   | Jogos | Gols | Assist. |
| ----- | ----- | ---- | ------- |
| 2017  | 1     | 0    | 0       |
| Total | 1     | 0    | 0       |

Sub-20
| Ano   |       |      |         |
| Ano   | Jogos | Gols | Assist. |
| ----- | ----- | ---- | ------- |
| 2017  | 1     | 0    | 0       |
| Total | 1     | 0    | 0       |

Sub-21
| Ano   |       |      |         |
| Ano   | Jogos | Gols | Assist. |
| ----- | ----- | ---- | ------- |
| 2019  | 9     | 0    | 0       |
| 2020  | 2     | 0    | 0       |
| 2021  | 2     | 0    | 0       |
| Total | 13    | 0    | 0       |

Principal
| Ano   |       |      |         |
| Ano   | Jogos | Gols | Assist. |
| ----- | ----- | ---- | ------- |
| 2022  | 7     | 0    | 0       |
| 2023  | 4     | 0    | 0       |
| Total | 11    | 0    | 0       |

## Títulos
Liverpool[carece de fontes?]
- Copa da Liga Inglesa: 2021–22 e 2023–24[carece de fontes?]
- Copa da Inglaterra: 2021–22[carece de fontes?]
- Supercopa da Inglaterra: 2022[carece de fontes?]
- Premier League: 2024–25